# Anamera gigantea
Anamera gigantea là một loài bọ cánh cứng trong họ Cerambycidae.